# ダイヤのB!! 青道高校吹奏楽部
『ダイヤのB!! 青道高校吹奏楽部』（ダイヤのブラス せいどうこうこうすいそうがくぶ）は、原作：寺嶋裕二・漫画：馬籠ヤヒロによる日本の漫画作品。『週刊少年マガジン』（講談社）のアプリ『マガジンポケット』にて2015年38号から2016年第25号まで連載された。第2部となるact2は2016年第27号から2017年第5.5号まで連載。『週刊少年マガジン』にて連載されていた『ダイヤのA』『ダイヤのA actII』のスピンオフ作品。

## 概要
名門・青道高校吹奏楽部からのスカウトを受けたトランペッター・沢村栄純が吹奏楽部のエースを目指すスピンオフ作品。舞台を野球部から吹奏楽部へと移し、「もし青道高校野球部の選手たちや他校のライバルたちが吹奏楽部だったら」を想定して描いたコメディ漫画になっている。

## あらすじ
中学の定期演奏会でスカウトされ、エースを目指し、名門・青道高校吹奏楽部に入部したトランペッター・沢村栄純だったが、初日から遅刻してしまう。遅れてやってきた彼を待ち受けていたのは個性豊かな吹奏楽部員たちだった。トロンボーンの降谷暁、フルートの小湊春市、指揮者の御幸一也らと共に全国制覇（交死演）を目指し、青道高校吹奏楽部は日々練習（？）に明け暮れる。

## 登場人物

### 青道高校
吹奏楽部の名門と言われる強豪校。学校の敷地内には市民ホール並みのホールが設置されている。『ダイヤのA』と異なり、制服は学ランになっている。

#### 吹奏楽部
沢村 栄純（さわむら えいじゅん）
青道高校吹奏楽部1年生→2年生。担当楽器はトランペット。
中学時代に定期演奏会を見に来ていた片岡にスカウトされ、吹奏楽部のエースを目指して青道に入学した。入部早々部活に遅刻したり、自分の演奏を聴いてほしいとステージに上がりこんだりするなど問題行動が多い。初日に楽譜と全く別の演奏をして楽譜が読めないことが判明した。ト音記号も全く知らず、楽譜が読めないことからクリスに「ヘボトランペッター」とたびたびプレッシャーをかけられている。春市の厳しくも献身的な特訓の成果もあり、楽譜が読めるようになった際には最初の1音が合っていただけで先輩たちが嬉しさのあまり、大騒ぎになったこともあった。
御幸 一也（みゆき かずや）
青道高校吹奏楽部2年生→3年生。指揮者。担当楽器はユーフォニアム。
二年にして青道のタクトを任される実力者だが、自分の遅刻をごまかすために沢村を騙すなど調子が良い。沢村とは一緒に出かけたりもしているが、同学年である二年の輪にはなかなか入れないボッチキャラな一面がある。

##### 新2年生
降谷 暁（ふるや さとる）
青道高校吹奏楽部1年生→2年生。担当楽器はトロンボーン。
どこででもすぐに寝る。進路指導の白くまのすすめで青道高校に進学した。沢村と同様に楽譜が読めなかったが、春市の厳しくも献身的な特訓のおかげで読めるようになった。
小湊 春市（こみなと はるいち）
青道高校吹奏楽部1年生→2年生。担当楽器はフルート。
一見大人しく優しそうだが、歯向かったら殺されそうな兄弟の一人。楽器で動物やモンスターを召喚できる。
金丸 信二（かねまる しんじ）
青道高校吹奏楽部1年生→2年生。担当楽器はサックス。
部で一番の常識人であるが故に苦労人。沢村に比べて先輩達の自分への対応が厳しいような気がしており、強い男になる事を決意する。
東条 秀明（とうじょう ひであき）
青道高校吹奏楽部1年生→2年生。担当楽器はコントラバス。
金丸からは自分と同じ常識人だと思われていたが、場の空気に流されやすい。

##### 新3年生
倉持 洋一（くらもち よういち）
青道高校吹奏楽部2年生→3年生。担当楽器はサックス。新チームでは副キャプテンを務める。1年浅田、2年沢村、4年増子とは同室。
川上 憲史（かわかみ のりふみ）
青道高校吹奏楽部2年生→3年生。担当楽器はクラリネット。
前園 健太（まえぞの けんた）
青道高校吹奏楽部2年生→3年生。担当楽器はホルン。倉持と共に新チームでは副キャプテンを務める。御幸曰く頭の悪い同級生。伊佐敷のアドバイスを履き違えたのかホルンと文字通り一体化する。
白州 健二郎（しらす けんじろう）
青道高校吹奏楽部2年生→3年生。担当楽器はオーボエ。
樋笠 昭二（ひがさ しょうじ）
青道高校吹奏楽部2年生→3年生。担当楽器はチューバ。「シュー」だけで喋る。
麻生 尊（あそう たける）
青道高校吹奏楽部2年生→3年生。担当楽器はクラリネット。バレンタインデーには部室でチョコレートを食べる部員の姿に焦って、自分にチョコレートを買うセルフバレンタインデーマン。
関 直道（せき なおみち）
青道高校吹奏楽部2年生→3年生。担当楽器はクラリネット。
木島 澪（きじま れい）
青道高校吹奏楽部2年生→3年生。担当楽器はフルート。
亮介に憧れていて、自分で考えるよりも先に亮介ならどう思うか考えるほど亮介に心酔している。
渡辺 久志（わたなべ ひさし）
青道高校吹奏楽部2年生→3年生。担当楽器はホルン。分析力に長けている。

##### 新4年生
act2では結城世代は独自に作った4年生に進級する。教室は新3年（御幸世代）と同じだが、決して留年ではないらしい。
結城 哲也（ゆうき てつや）
青道高校吹奏楽部3年生→4年生。担当楽器はサックス。サックスファミリーの中でもバリトンサックスを担当する。
オーラで音を出すことができる。
伊佐敷 純（いさしき じゅん）
青道高校吹奏楽部3年生→4年生。担当楽器はパーカッション。 楽器にお気に入りの少女漫画キャラの名前をつけるなどして愛を注いでおり、雷市に楽器を破壊された時は激怒した。「狂犬（スピッツ）の純」の二つ名を持つ。
増子 透（ますこ とおる）
青道高校吹奏楽部3年生→4年生。担当楽器はトランペット。練習中の後輩におにぎりを配給する。
小湊 亮介（こみなと りょうすけ）
青道高校吹奏楽部3年生→4年生。担当楽器はフルート。春市の実兄で、丹波の楽器をネギにすり替えて楽しむなど腹黒い性格。歯向かったら殺されそうな兄弟の一人。
丹波 光一郎（たんば こういちろう）
青道高校吹奏楽部3年生→4年生。担当楽器はクラリネット。ネギを吹いていても全く気づかないほど純粋。将来は無農薬のクラリネット（=ネギ）を全国のクラリネット奏者に届けるために農学部を志望している。
滝川・クリス・優（たきがわ・クリス・ゆう）
青道高校吹奏楽部3年生→4年生。担当楽器はトランペット。
天才トランペッターと謳われ、指揮者としても才能を発揮していたが、指揮棒の振りすぎで肩を痛めた。指揮棒を振らずに音楽を感じさせる”静かなる演奏（サイレント・ミュージカル）”が十八番。
宮内啓介（みやうち けいすけ）
青道高校吹奏楽部3年生→4年生。担当楽器はパーカッション。「鋼の宮内」の二つ名を持つ。登場するすべてのコマで鼻息を出している。
楠木 文哉（くすのき ふみや）
青道高校吹奏楽部3年生→4年生。担当楽器はサックス。楽器別合宿では羊毛フェルトで金丸に似た人形を作った。

##### 新1年生
結城 将（ゆうき まさし）
青道高校吹奏楽部1年生。担当楽器はチューバ。結城哲也の実弟。自信家で、可能性を狭めたくないと言ってすべての楽器を希望した。
奥村 光舟（おくむら こうしゅう）
青道高校吹奏楽部1年生。担当楽器はトランペット。指揮者。
瀬戸 拓馬（せと たくま）
青道高校吹奏楽部1年生。担当楽器はクラリネット。青道の数少ないツッコミ役の一人。同室の先輩の金丸にツッコミの極意を教わる。
由井 薫（ゆい かおる）
青道高校吹奏楽部1年生。担当楽器はコントラバス。
浅田 浩文（あさだ ひろふみ）
青道高校吹奏楽部1年生。担当楽器はホルン。敵のことを知ることから始めるタイプ。
最上 武（もがみ たけし）
青道高校吹奏楽部1年生。担当楽器はフルート。先輩の好感度をあげようとしている。
九鬼 洋平（くき ようへい）
青道高校吹奏楽部1年生。同じ中学出身の東条と、金丸にサンドイッチ延髄斬りをして骨折をしたために入部が遅れた。

##### OB
東 清国（あずま きよくに）
青道高校OB。「東家秘伝のトランペット」というおもちゃのようなトランペットで美しい演奏ができる。ちなみにトランペットは東家秘伝のものではなく、東本人が中学生の時楽器屋で出会ったものである。

##### 青道スタッフ
片岡 鉄心（かたおか てっしん）
青道高校吹奏楽部の監督。中学の定期演奏会に出ていた沢村をスカウトした。入浴シーンが多い。目玉焼きには塩コショウ派。新学期そうそう慰安旅行を計画したり、虫捕り大会を催すなど、ツッコミどころが多い。
太田 一義（おおた かずよし）
青道高校吹奏楽部の部長。ペットボトルを叩いてソフトボール部の応援をしている川上の応援をするほど川上を可愛がっている。
落合 博光（おちあい ひろみつ）
青道高校吹奏楽部のコーチ。部員のTwitterのアカウントを知っていて、部員の質問にもリプで答えようとする。アカウント名は「おちあい」でアイコンはねこちゃん。

#### ソフトボール部
吉川 春乃（よしかわ はるの）
青道高校ソフトボール1年生。憧れのソフトボール部に入部したものの、選手としてはまだまだの初心者。校舎に投げ込んでしまったボールを探した先で偶然にも沢村と降谷が全裸で特訓しているところを見てしまう。ポジションはピッチャーで、豪速球を投げるらしい。
藤原 貴子（ふじわら たかこ）
青道高校ソフトボール部3年生。キャッチャー。フル装備のままバッターランナーと並走し、一塁のカバーができる。
梅本 幸子（うめもと さちこ）
青道高校ソフトボール部2年生。外野手。
夏川 唯（なつかわ ゆい）
青道高校ソフトボール部2年生。内野手。
高島 礼（たかしま れい）
吹奏楽部へ日頃の感謝を込めて疲労回復のためにクエン酸やハチミツ、チョコ味のプロテイン、納豆などを入れたおにぎりを差し入れし、危うく沢村たちを殺しかけた。倉持のスカウトにあたっては、吹奏楽部の顧問代理として倉持の家を訪れた。

### 稲城実業高校
成宮 鳴（なるみや めい）
稲城実業高校2年生→3年生。担当楽器はトランペットだが、夏のコンクールでギターを演奏するなど、ギタリストの面も持つ。
多田野 樹（ただの いつき）
稲城実業高校1年生→2年生。指揮者。担当楽器はクラリネット。
個性の強い部員をまとめようとするも、指揮をすることに恥じらいがあり、初めての演奏では「年頃の息子が部屋で熱唱してるのをたまたま聞いちゃった母親の心境」と例えられた。同じような境遇を持つ金丸と意気投合する。
神谷 カルロス 俊樹（かみや カルロス としき）
稲城実業高校2年生→3年生。担当楽器はサックス。
多田野の心を解放した指揮で演奏する楽器がよく変わっており、その際は全裸になっている。
白河 勝之（しらかわ かつゆき）
稲城実業高校2年生→3年生。担当楽器はホルン。
1年生はもっとしごかれるべきだと多田野の楽譜をアイドルの写真集にすり替えた。
山岡 陸（やまおか りく）
稲城実業高校2年生→3年生。担当楽器はパーカッション。三国志が好き。
矢部 浩二（やべ こうじ）
稲城実業高校2年生→3年生。
原田 雅功（はらだ まさとし）
稲城実業高校3年生→OB。指揮者。担当楽器はチューバ。
一癖も二癖もある部員をまとめている。
吉沢 秀明（よしざわ ひであき）
稲城実業高校3年生→OB。担当楽器はトロンボーン。
平井 翼（ひらい つばさ）
稲城実業高校3年生→OB。担当楽器はフルート。

### 明川学園
楊 舜臣（よう しゅんしん）
明川学園吹奏楽部2年生。担当楽器はオーボエ。
御幸と沢村が買い物に出た際に知り合った人物。楽器店の品揃えを在庫状況まで把握しており、楽器店の他にも御幸に圧力鍋を勧めるなどお得な買い物の手助けをしてくれる。最近は本格的にテレビショッピングを始めた模様。
尾形 一成（おがた かずなり）
明川学園吹奏楽部監督。
後先考えず部費を使いまくってしまい、舜臣が来るまで部の経済状況は火の車だった。

### 薬師高校
轟 雷市（とどろき らいち）
薬師高校吹奏楽部1年生→2年生。担当楽器はパーカッション。トランペットも吹ける様子。
凄まじいリズム感を持ちながらも、力が強すぎるせいで各地のパーカスを次々破壊し、よく他校から出入り禁止にされている。通称”破壊神”。青道との合同練習では伊佐敷の楽器を破壊し、技をかけられていた。また、パーカスを担いで運んでくるほどの力がある。
真田 俊平（さなだ しゅんぺい）
薬師高校吹奏楽部2年生→3年生。担当楽器はサックス。
青道との合同練習の日程を間違え、1ヶ月早く青道にやってきた。自由すぎる性格で、よく周囲を巻き込んでいる。左足に負担がかかるポーズをするとより良い音色で吹ける。
三島 優太（みしま ゆうた）
薬師高校吹奏楽部1年生→2年生。担当楽器はトランペット、サックス。
本人は認めていないが、「ミッシーマ」のあだ名で親しまれている。法螺貝や土笛などたくさんの楽器を扱える。
秋葉 一真（あきば かずま）
薬師高校吹奏楽部1年生→2年生。担当楽器はホルン。与えられた課題が難しければ難しいほどやりがいを感じるタイプ。
平畠 遼（ひらはた りょう）
薬師高校吹奏楽部2年生→3年生。担当楽器はチューバ。
部費の管理を担当しており、部費の計算が合わないことに頭を悩ませていた。部費が逼迫しすぎて、制服が前半分しかない。
轟 雷蔵（とどろき らいぞう）
薬師高校吹奏楽部の監督で、雷市の父親。
楽器を自分たちで運ぶことで経費を削減し、削減した経費で息子にトンカツを食べさせているなど、部費の使い方がおかしい。そのせいで部が圧迫されていることを平畠に指摘されていた。

### 市大三高
真中 要（まなか かなめ）
市大三高吹奏楽部3年生。丹波にはかっちゃんと呼ばれている。
天久 光聖（あまひさ こうせい）
市大三高吹奏楽部2年生。担当楽器はサックス。心の声で語り、声は出さない。真中とは声で話をするシーンがある。

### 黒士館高校
財前 直行（ざいぜん なおゆき）
黒士館高校吹奏楽部3年生。担当楽器はトランペット。

### 仙泉学園
真木 洋介（まき ようすけ）
仙泉学園吹奏楽部2年生。夏のコンクールでは、体が大きすぎて舞台袖から出られなくなる。

### 桜沢高校
長緒 アキラ（ながお アキラ）
桜沢高校吹奏楽部3年生。担当楽器はトランペットだが、テルミンや馬頭琴も弾ける。
菊川早苗（きくかわ さなえ）
桜沢高校監督。夏のコンクールにエントリーするも、生徒たちには同時刻の模試の受験を優先させ、舞台で代わりに歌を歌った。

### 鵜久森高校
梅宮 聖一（うめみや せいいち）
鵜久森高校2年生。担当楽器はトランペット。サメに頭を噛まれてもトランペット吹き続ける根性のある男だが、実は優しい心の持ち主。よくズボンを履き忘れる模様。ピアノも弾ける。
松原南朋（まつばら なお）
鵜久森高校2年生。担当楽器はフルート。「玉座の指揮者（コンダクター）」の二つ名を持つ。亮介と張り合う力もある。

### その他
峰 富士夫（みね ふじお）
記者。
大和田 秋子（おおわだ あきこ）
記者。眼鏡フェチで、御幸と舜臣がお気に入り。

## 書誌情報
- 寺嶋裕二（原作）・馬籠ヤヒロ（漫画）『ダイヤのB!! 青道高校吹奏楽部』 講談社〈講談社コミックス〉、全3巻
  1. 2015年11月17日発売[1]、ISBN 978-4-06-395548-4
  2. 2016年2月17日発売[2]、ISBN 978-4-06-395607-8
  3. 2016年8月17日発売[3]、ISBN 978-4-06-395708-2
- 寺嶋裕二（原作）・馬籠ヤヒロ（漫画）『ダイヤのB!! 青道高校吹奏楽部 act2』 講談社〈講談社コミックス〉、全2巻
  1. 2016年10月17日発売[4]、ISBN 978-4-06-395783-9
  2. 2017年2月17日発売[5]、ISBN 978-4-06-395821-8